# Stenstjärnen (Gideå socken, Ångermanland)
Stenstjärnen är en sjö i Örnsköldsviks kommun i Ångermanland och ingår i Husåns huvudavrinningsområde. Sjön har en area på 0,0527 kvadratkilometer och ligger 262 meter över havet.

## Delavrinningsområde
Stenstjärnen ingår i det delavrinningsområde (705736-165131) som SMHI kallar för Mynnar i Flisbäcken. Medelhöjden är 263 meter över havet och ytan är 5,46 kvadratkilometer. Det finns inga avrinningsområden uppströms utan avrinningsområdet är högsta punkten. Vattendraget som avvattnar avrinningsområdet har biflödesordning 3, vilket innebär att vattnet flödar genom totalt 3 vattendrag innan det når havet efter 43 kilometer. Avrinningsområdet består mestadels av skog (82 procent) och sankmarker (13 procent). Avrinningsområdet har 0,12 kvadratkilometer vattenytor vilket ger det en sjöprocent på 2,2 procent.